# Моаб
Моа́б (англ. Moab) — город на востоке штата Юта, США. Административный центр округа Гранд. Население города по данным переписи 2010 год — 5046 человек (86-я строчка в списке крупнейших городов штата).

## История
Назван, вероятно, в честь исторической области Моав в западной Иордании. Некоторые историки указывают, что первый почтмейстер Уилья Пирс (William Pierce) считал эту часть Юты такой же «отдалённой страной», как и Моав. Другие указывают на сходство со словом «моапа», означающем на пайютском языке москитов.

## География
Расположен на плато Колорадо, к югу от реки Колорадо, в 29 км к западу от границы со штатом Колорадо, на высоте 1227 м над уровнем моря. По данным Бюро переписи населения США площадь города составляет 9,4 км², из них 9,4 км² — суша и 0 км² — открытые водные пространства.

### Климат
Климат характеризуется жарким летом, прохладной зимой и осадками, равномерно распределёнными на протяжении всего года. Средний максимум января составляет 5,8 °C, а средний минимум составляет −7,7 °C. Средний максимум июля составляет 36,8 °C, а средний минимум составляет 17,2 °C. В среднем приходится 95,5 дней в году с температурой превышающей 32 °C и 129,4 дней с температурой ниже 0 °C. Рекордно высокая температура была зафиксирована 7 июля 1989 года и составила 46 °C. Рекордно низкая температура отмечалась 22 января 1930 года и составила −31 °C.
Среднегодовой уровень осадков в Моабе составляет 229 мм. Наиболее дождливым годом за историю наблюдений был 1983 год, когда уровень осадков составил 417 мм, а наиболее засушливым годом — 1898 год, когда уровень осадков насчитывал только 110 мм. Самое большое количество осадков за один месяц выпало в июле 1918 года и составило 168 мм. Наибольшее количество осадков за 24 часа отмечалось 23 сентября 1896 года и составило 101 мм.

## Население
По данным переписи населения 2000 года население Моаба составляло 4779 человек. Расовый состав: белые (90,35 %), коренные американцы (5,46 %), афроамериканцы (0,36 %), азиаты (0,29 %); жители островов Тихого океана (0,08 %); представители других рас (1,88 %) и представители двух и более рас (1,57 %). Доля латиноамериканцев любой расы составляет 6,44 %.
Доля лиц в возрасте младше 18 лет — 27,6 %; лиц в возрасте от 18 до 24 лет — 8,7 %; от 25 до 44 лет — 28,5 %; от 45 до 64 лет — 21,6 %; лиц старше 65 лет — 13,6 %. Средний возраст населения — 36 лет. На каждые 100 женщин приходится в среднем 95,1 мужчин; на каждые 100 женщин старше 18 лет — 92,7 мужчин.
Доход на среднее домохозяйство — $32 620; доход средней семьи — $38 214.
Динамика численности населения города по годам:
| 1930 | 1940 | 1950 | 1960 | 1970 | 1980 | 1990 | 2000 | 2010 |
| ---- | ---- | ---- | ---- | ---- | ---- | ---- | ---- | ---- |
| 863  | 1084 | 1274 | 4682 | 4793 | 5333 | 3971 | 4779 | 5046 |

## Экономика
Изначально экономика города основывалась на сельском хозяйстве, но постепенно перешла на добывающую промышленность. В 1910-е и 1920-е годы в данном районе были найдены уран и ванадий, а чуть позже — поташ, марганец, нефть и газ. В 1950-е годы геолог Чарльз Стил открыл к югу от города богатейшее месторождение урана. Данное открытые совпало с эрой ядерного оружия и развитием в США ядерной энергетики и привело к последующему «урановому буму Моаб». В течение нескольких лет население города увеличилось почти на 500 % и достигло около 6000 человек. Приток населения способствовал строительству домов и школ. Урановый бум закончился с окончанием Холодной войны; население города начало сокращаться. К началу 1980-х годов многие дома остались пустыми, а почти все урановые рудники были закрыты.
Начиная с 1970-х годов, развитие получает туризм, который является основой экономики города сегодня.